# Ecliptopera stathera
Ecliptopera stathera là một loài bướm đêm trong họ Geometridae.